# BBÖ VT 70
Der VT 70 der Bundesbahnen Österreichs war ein dieselelektrischer Gepäcktriebwagen. Bei den ÖBB erhielt er die Reihenbezeichnung 5070.

## Geschichte
Im Jahr 1933 orderte die BBÖ für den rationelleren Betrieb zehn Gepäcktriebwagen. Dieser Triebwagen hatte ein Gepäckabteil und konnte Zuglasten bis 200 Tonnen befördern. Die Fahrzeuge bewährten sich im Gegensatz zur ähnlichen BBÖ 2020.01 technisch und betrieblich vollkommen. Das Einsatzgebiet erstreckte sich anfangs auf den Großraum Linz, die Deutsche Reichsbahn versetzte die Fahrzeuge nach Villach.
Die ÖBB haben nach dem Zweiten Weltkrieg neun Fahrzeuge übernommen und sieben davon reaktiviert. Zuerst weiterhin im Raum Villach eingesetzt, kamen sie später nach Wels. Am 28. Mai 1960 schied mit dem 5070.09 das letzte Fahrzeug dieser Baureihe aus. Es blieb kein Fahrzeug erhalten.

## Technik
Als Antriebsquelle diente ein Sechszylinder-Reihenmotor der Grazer Waggonfabrik vom Typ SH 250/6 mit einer Leistung von 300 PS (221 kW) bei 1000/min und einem Hubraum von 52 Litern. Die Schaltung des dieselelektrischen Antriebes entsprach derjenigen des BBÖ VT 41 und erfolgte stufenlos über Schütze und Servomotore, lediglich VT 70.07 wurde mit einer GEBUS-Schaltung ausgestattet. Der Generator vom Typ GMB 316/26 hatte eine Dauerleistung von 198 kW bei 600 A und 330 V bei 1000/min. Der Antrieb erfolgte über zwei parallel geschaltete Tatzlagermotore der Type BFF 55 mit jeweils 90 kW Leistung bei einer maximalen Drehzahl von 2460/min.
Das zweiachsige Laufwerk bestand aus zwei Achsen mit einem Achsstand von 6000 mm und Innengleitlagern und einer Abfederung über 26 Blatt starken Blattfedern. Die für den Personenverkehr notwendige Dampfheizung stammte ebenfalls von der Firma GEBUS. Gebremst wurde mittels der Hardy-Saugluftbremse, das Fahrzeug besaß eine Sicherheitsfahrschaltung für Einmannbedienung der Österreichischen Brown Boveri-Werke.